# بيت جمال
بيت جمال قرية مقدسية - فلسطينية تتبع محافظة القدس وهي في الجنوب الغربي لمدينة القدس الذي وقع تحت الاحتلال الإسرائيلي في حرب 1948.
تحيط بها أراضي قرى دير آبان، البريج، وبيت نتيف. بها دير لاتيني مبني على انقاض كنيسة بيزنطية.

## وصلات خارجية